# Громівська сільська рада (Уманський район)
Громівська сільська́ ра́да — адміністративно-територіальна одиниця та орган місцевого самоврядування в Уманському районі Черкаської області. Адміністративний центр — село Громи.

## Загальні відомості
- Населення ради: 1 160 осіб (станом на 2001 рік)

## Населені пункти
Сільській раді були підпорядковані населені пункти:
- с. Громи

## Склад ради
Рада складалася з 16 депутатів та голови.
- Голова ради: Молоченко Володимир Сергійович
- Секретар ради: Шмалій Світлана Іванівна

### Керівний склад попередніх скликань
| Прізвище, ім'я, по батькові    | Основні відомості                                                         | Дата обрання | Дата звільнення |
| ------------------------------ | ------------------------------------------------------------------------- | ------------ | --------------- |
| Грушовенко Петро Іванович      | Сільський голова, 1952 року народження, безпартійний                      | 26.03.2006   | 01.02.2008      |
| Молоченко Володимир Сергійович | Сільський голова, 1961 року народження, освіта вища, член Народної партії | 31.10.2010   |                 |

Примітка: таблиця складена за даними сайту Верховної Ради України

### Депутати
За результатами місцевих виборів 2010 року депутатами ради стали:

#### За суб'єктами висування
| Суб'єкт висування | Кількість обраних депутатів | %    |
| ----------------- | --------------------------- | ---- |
| Самовисування     | 11                          | 68,8 |
| Партія регіонів   | 5                           | 31,3 |

#### За округами
| № округу        | Прізвище, ім'я, по батькові        | Дата визнання обраним | Освіта             | Партійна приналежність | Відомості про обраного депутата                                 |
| --------------- | ---------------------------------- | --------------------- | ------------------ | ---------------------- | --------------------------------------------------------------- |
| Партія регіонів |                                    |                       |                    |                        |                                                                 |
| 1               | Скакун Василь Володимирович        | 31.10.2010            | середня            | член Партії регіонів   | ДП «Уманський лікеро-горілчаний завод», траторист-вантажник     |
| 2               | Штукіна Наталія Федорівна          | 31.10.2010            | середня            | член Партії регіонів   | тимчасово не працює                                             |
| 5               | Лучко Олег Павлович                | 31.10.2010            | середня            | член Партії регіонів   | тимчасово не працює                                             |
| 8               | Медолиз Валентин Титович           | 01.11.2010            | середня            | член Партії регіонів   | тимчасово не працює                                             |
| 16              | Черній Леся Василівна              | 01.11.2010            | середня            | член Партії регіонів   | приватний підприємець                                           |
| Самовисування   |                                    |                       |                    |                        |                                                                 |
| 3               | Гніденко Наталія Якимівна          | 31.10.2010            | середня            | позапартійна           | ПРа Райз-Максимко, робітник току                                |
| 4               | Рабін Лілія Володимирівна          | 31.10.2010            | середня            | позапартійна           | тимчасово не працює                                             |
| 6               | Іващенко Олексій Миколайович       | 31.10.2010            | середня            | позапартійний          | тимчасово не працює                                             |
| 7               | Свида Ольга Михайлівна             | 31.10.2010            | середня            | член Партії регіонів   | фельдшерсько-акушерський пункт с. Громи, молодша медична сестра |
| 9               | Колонтаєвська Наталія Миколаївна   | 01.11.2010            | середня            | член Партії регіонів   | приватний підприємець                                           |
| 10              | Ткаченко Лідія Павлівна            | 01.11.2010            | вища               | член Партії регіонів   | Громівський навчально-виховний комплекс, директор               |
| 11              | Молоченко Світлана Петрівна        | 01.11.2010            | середня спеціальна | позапартійна           | Громівська бібліотека, завідувачка                              |
| 12              | Шмалій Світлана Іванівна           | 01.11.2010            | середня спеціальна | позапартійна           | тимчасово не працює                                             |
| 13              | Вдовиченко Валентина Володимирівна | 01.11.2010            | середня спеціальна | член Партії регіонів   | Громівська сільська рада, землевпорядник                        |
| 14              | Дмитрик Любов Іванівна             | 01.11.2010            | середня            | позапартійна           | тимчасово не працює                                             |
| 15              | Мазуренко Людмила Юріївна          | 01.11.2010            | середня            | позапартійна           | Громівський будинок культури, директор                          |